# Benito Rigoni
Benito Rigoni (Asiago, 11 de abril de 1936-Dueville, 23 de diciembre de 2021) fue un deportista italiano que compitió en bobsleigh. Participó en los Juegos Olímpicos de Innsbruck 1964, obteniendo una medalla de bronce en la prueba cuádruple.

## Palmarés internacional
| Juegos Olímpicos | Juegos Olímpicos    | Juegos Olímpicos  | Juegos Olímpicos |
| Año              | Lugar               | Medalla           | Prueba           |
| ---------------- | ------------------- | ----------------- | ---------------- |
| 1964             | Innsbruck (Austria) | Medalla de bronce | Cuádruple        |